# Беззубка качина
Беззубка качина (Anodonta anatina) — вид річкових двостулкових молюсків з родини Unionidae. Вид євразійський, хоча є також знахідки з Африки й Північної Америки. Вид живе в проточних і стоячих водах на мулистому або піщаному дні. Перебуває під загрозою зникнення через збільшення забруднення води, тому охороняється, як і всі інші види ряду Unionida.

## Морфологічні особливості
Черепашка від широкої до яйцеподібної форми, має довжину близько 8–10 см, з тонкими краями, від жовтуватого до темно-коричневого забарвлення. Він не має зубів замка, звідси його наукова назва Anodonta, «беззубий». Внутрішня частина мушлі має лише тьмяний перламутровий блиск, який відрізняє її від сильно перламутрової внутрішньої частини Anodonta cygnea.

## Спосіб життя
Anodonta anatina є донною твариною і закріплюється ногою в м'якому або піщаному ґрунті. Вона також може повільно пересуватися за допомогою ступні. Тварина розбурхує землю та всмоктує осад, який викидається, щоб відфільтрувати їжу. Їжа складається з детриту та планктону, але переважно з придонних організмів, таких як дрібні водорості (Vaucheria, Ulothrix, діатомові водорості), ціанобактерії (Oscillatoria) та інші мікроорганізми. Як фільтратор, вид очищує воду і є важливим чинником у водній екосистемі, може фільтрувати близько 40 літрів води на день. Раніше Anodonta anatina була дуже поширеною. Біля сіл колись її використовували як корм для качок чи свиней.